# Landssjúkrahúsið
Landssjúkrahúsið (Landssygehuset) er centralsygehuset på Færøerne. Det ligger i Tórshavn og har ca. 850 ansatte, hvilket gør sygehuset til Færøernes største arbejdsplads. Landssjúkrahúsið har 6 afdelinger, specialister på 20 medicinske discipliner, 200 sengepladser og rundt regnet 9 000 årlige indlæggelser.
Færø Amts Hospital blev bygget i 1829. I begyndelsen af 1920'erne blev det besluttet at bygge et større og mere tidsvarende hospital, og Dronning Alexandrines Hospital kunne indvies 23. februar 1924. Mellem 1968–1970 blev afdelingerne på det nuværende Landssjúkrahúsið taget i brug, efterhånden som de stod færdige. I 1971 blev det psykiatriske sygehus taget i brug, og i 2004 færdiggjordes endnu et større udbygningsprojekt.
Ansvaret for driften af Landssjúkrahúsið ligger hos det færøske sundhedsministerium.